# 彭阳县
彭阳县是中华人民共和国宁夏回族自治区固原市下辖的一个县，位于宁夏南部。面积2528.65平方公里，总人口約16万人。县人民政府驻白阳镇。

## 历史
北宋太宗至道三年（997）设镇戎军（今原州区）。真宗咸平六年（1003年）置彭阳城，属镇戎军。
金初沿袭辽制，升镇戎军为镇戎州，隶凤翔路，辖今县境东山县（宋东山寨升）领彭阳、乾兴二堡。
元世祖至元七年（1270年）撤销县境东山县建置，直属镇原州。至元九年（1272年）封皇子忙哥剌为安西王，设王相府于开成，徙民屯耕。至元十年（1273年）在开成府设开成路，于金东山县旧址置广安县（今古城镇），至元十五年（1278年）升广安县为广安州。至治三年（1323年）降开成路为开成州。
明朝洪武二年（1369年）降开成州为开成县，撤销广安州并于开成县。弘治十五年（1502年）升为固原州，移治原州故址（今原州区），县境属固原州。
清朝同治十二年（1873年），固原州升为甘肃省直隶州。民国初年，改固原直隶州为固原县，属甘肃省泾源道。
1983年7月29日，划固原县东部彭阳、王洼两区成立彭阳县，属固原地区。

## 人口
根據第七次人口普查數據，截至2020年11月1日零時，彭陽縣常住人口為160512人。

## 行政区划
彭阳县下辖4个镇、8个乡：
白阳镇、王洼镇、古城镇、红河镇、新集乡、城阳乡、冯庄乡、小岔乡、孟塬乡、罗洼乡、交岔乡和草庙乡。

## 经济
彭阳县为农业县。全县以杏为主的经济林面积达到48.4万亩；饲草面积达到145万亩，其中紫花苜蓿留床面积102万亩，总容畜量达到150万个羊单位。

## 名胜古迹
- 无量山石窟
- 战国秦长城遗址